# Unicodeblock Limbu
Der Unicodeblock Limbu (U+1900 bis U+194F) enthält die Limbu-Schrift, die für die gleichnamige Sprache verwendet wird, die in Nepal und Indien gesprochen wird.

## Liste
Die farbig hervorgehobenen Zeichen wurden erst mit Standard 7.0.0 definiert und deshalb dürfte es noch kaum Fonts für die Darstellung geben.
| Unicodenummer | Zeichen (400 %) | Kategorie                               | Bidirektionale Klasse       | Offizielle Bezeichnung      | Beschreibung                      |
| ------------- | --------------- | --------------------------------------- | --------------------------- | --------------------------- | --------------------------------- |
| U+1900 (6400) | ᤀ               | anderer Buchstabe, Silbe oder Ideogramm | links nach rechts           | LIMBU VOWEL-CARRIER LETTER  | Limbu-Vokalträger                 |
| U+1901 (6401) | ᤁ               | anderer Buchstabe, Silbe oder Ideogramm | links nach rechts           | LIMBU LETTER KA             | Limbu-Buchstabe Ka                |
| U+1902 (6402) | ᤂ               | anderer Buchstabe, Silbe oder Ideogramm | links nach rechts           | LIMBU LETTER KHA            | Limbu-Buchstabe Kha               |
| U+1903 (6403) | ᤃ               | anderer Buchstabe, Silbe oder Ideogramm | links nach rechts           | LIMBU LETTER GA             | Limbu-Buchstabe Ga                |
| U+1904 (6404) | ᤄ               | anderer Buchstabe, Silbe oder Ideogramm | links nach rechts           | LIMBU LETTER GHA            | Limbu-Buchstabe Gha               |
| U+1905 (6405) | ᤅ               | anderer Buchstabe, Silbe oder Ideogramm | links nach rechts           | LIMBU LETTER NGA            | Limbu-Buchstabe Nga               |
| U+1906 (6406) | ᤆ               | anderer Buchstabe, Silbe oder Ideogramm | links nach rechts           | LIMBU LETTER CA             | Limbu-Buchstabe Ca                |
| U+1907 (6407) | ᤇ               | anderer Buchstabe, Silbe oder Ideogramm | links nach rechts           | LIMBU LETTER CHA            | Limbu-Buchstabe Cha               |
| U+1908 (6408) | ᤈ               | anderer Buchstabe, Silbe oder Ideogramm | links nach rechts           | LIMBU LETTER JA             | Limbu-Buchstabe Ja                |
| U+1909 (6409) | ᤉ               | anderer Buchstabe, Silbe oder Ideogramm | links nach rechts           | LIMBU LETTER JHA            | Limbu-Buchstabe Jha               |
| U+190A (6410) | ᤊ               | anderer Buchstabe, Silbe oder Ideogramm | links nach rechts           | LIMBU LETTER YAN            | Limbu-Buchstabe Yan               |
| U+190B (6411) | ᤋ               | anderer Buchstabe, Silbe oder Ideogramm | links nach rechts           | LIMBU LETTER TA             | Limbu-Buchstabe Ta                |
| U+190C (6412) | ᤌ               | anderer Buchstabe, Silbe oder Ideogramm | links nach rechts           | LIMBU LETTER THA            | Limbu-Buchstabe Tha               |
| U+190D (6413) | ᤍ               | anderer Buchstabe, Silbe oder Ideogramm | links nach rechts           | LIMBU LETTER DA             | Limbu-Buchstabe Da                |
| U+190E (6414) | ᤎ               | anderer Buchstabe, Silbe oder Ideogramm | links nach rechts           | LIMBU LETTER DHA            | Limbu-Buchstabe Dha               |
| U+190F (6415) | ᤏ               | anderer Buchstabe, Silbe oder Ideogramm | links nach rechts           | LIMBU LETTER NA             | Limbu-Buchstabe Na                |
| U+1910 (6416) | ᤐ               | anderer Buchstabe, Silbe oder Ideogramm | links nach rechts           | LIMBU LETTER PA             | Limbu-Buchstabe Pa                |
| U+1911 (6417) | ᤑ               | anderer Buchstabe, Silbe oder Ideogramm | links nach rechts           | LIMBU LETTER PHA            | Limbu-Buchstabe Pha               |
| U+1912 (6418) | ᤒ               | anderer Buchstabe, Silbe oder Ideogramm | links nach rechts           | LIMBU LETTER BA             | Limbu-Buchstabe Ba                |
| U+1913 (6419) | ᤓ               | anderer Buchstabe, Silbe oder Ideogramm | links nach rechts           | LIMBU LETTER BHA            | Limbu-Buchstabe Bha               |
| U+1914 (6420) | ᤔ               | anderer Buchstabe, Silbe oder Ideogramm | links nach rechts           | LIMBU LETTER MA             | Limbu-Buchstabe Ma                |
| U+1915 (6421) | ᤕ               | anderer Buchstabe, Silbe oder Ideogramm | links nach rechts           | LIMBU LETTER YA             | Limbu-Buchstabe Ya                |
| U+1916 (6422) | ᤖ               | anderer Buchstabe, Silbe oder Ideogramm | links nach rechts           | LIMBU LETTER RA             | Limbu-Buchstabe Ra                |
| U+1917 (6423) | ᤗ               | anderer Buchstabe, Silbe oder Ideogramm | links nach rechts           | LIMBU LETTER LA             | Limbu-Buchstabe La                |
| U+1918 (6424) | ᤘ               | anderer Buchstabe, Silbe oder Ideogramm | links nach rechts           | LIMBU LETTER WA             | Limbu-Buchstabe Wa                |
| U+1919 (6425) | ᤙ               | anderer Buchstabe, Silbe oder Ideogramm | links nach rechts           | LIMBU LETTER SHA            | Limbu-Buchstabe Sha               |
| U+191A (6426) | ᤚ               | anderer Buchstabe, Silbe oder Ideogramm | links nach rechts           | LIMBU LETTER SSA            | Limbu-Buchstabe Ssa               |
| U+191B (6427) | ᤛ               | anderer Buchstabe, Silbe oder Ideogramm | links nach rechts           | LIMBU LETTER SA             | Limbu-Buchstabe Sa                |
| U+191C (6428) | ᤜ               | anderer Buchstabe, Silbe oder Ideogramm | links nach rechts           | LIMBU LETTER HA             | Limbu-Buchstabe Ha                |
| U+191D (6429) | ᤝ               | anderer Buchstabe, Silbe oder Ideogramm | links nach rechts           | LIMBU LETTER GYAN           | Limbu-Buchstabe Gyan              |
| U+191E (6430) | ᤞ               | anderer Buchstabe, Silbe oder Ideogramm | links nach rechts           | LIMBU LETTER TRA            | Limbu-Buchstabe Tra               |
| U+1920 (6432) | ᤠ                | Markierung ohne Extrabreite             | Markierung ohne Extrabreite | LIMBU VOWEL SIGN A          | Limbu-Vokalzeichen A              |
| U+1921 (6433) | ᤡ                | Markierung ohne Extrabreite             | Markierung ohne Extrabreite | LIMBU VOWEL SIGN I          | Limbu-Vokalzeichen I              |
| U+1922 (6434) | ᤢ                | Markierung ohne Extrabreite             | Markierung ohne Extrabreite | LIMBU VOWEL SIGN U          | Limbu-Vokalzeichen U              |
| U+1923 (6435) | ᤣ                | Markierung mit Extrabreite              | links nach rechts           | LIMBU VOWEL SIGN EE         | Limbu-Vokalzeichen Ee             |
| U+1924 (6436) | ᤤ                | Markierung mit Extrabreite              | links nach rechts           | LIMBU VOWEL SIGN AI         | Limbu-Vokalzeichen Ai             |
| U+1925 (6437) | ᤥ                | Markierung mit Extrabreite              | links nach rechts           | LIMBU VOWEL SIGN OO         | Limbu-Vokalzeichen Oo             |
| U+1926 (6438) | ᤦ                | Markierung mit Extrabreite              | links nach rechts           | LIMBU VOWEL SIGN AU         | Limbu-Vokalzeichen Au             |
| U+1927 (6439) | ᤧ                | Markierung ohne Extrabreite             | Markierung ohne Extrabreite | LIMBU VOWEL SIGN E          | Limbu-Vokalzeichen E              |
| U+1928 (6440) | ᤨ                | Markierung ohne Extrabreite             | Markierung ohne Extrabreite | LIMBU VOWEL SIGN O          | Limbu-Vokalzeichen O              |
| U+1929 (6441) | ᤩ                | Markierung mit Extrabreite              | links nach rechts           | LIMBU SUBJOINED LETTER YA   | Limbu-tiefgestellter Buchstabe Ya |
| U+192A (6442) | ᤪ                | Markierung mit Extrabreite              | links nach rechts           | LIMBU SUBJOINED LETTER RA   | Limbu-tiefgestellter Buchstabe Ra |
| U+192B (6443) | ᤫ                | Markierung mit Extrabreite              | links nach rechts           | LIMBU SUBJOINED LETTER WA   | Limbu-tiefgestellter Buchstabe Wa |
| U+1930 (6448) | ᤰ                | Markierung mit Extrabreite              | links nach rechts           | LIMBU SMALL LETTER KA       | Limbu-kleiner Buchstabe Ka        |
| U+1931 (6449) | ᤱ                | Markierung mit Extrabreite              | links nach rechts           | LIMBU SMALL LETTER NGA      | Limbu-kleiner Buchstabe Nga       |
| U+1932 (6450) | ᤲ                | Markierung ohne Extrabreite             | Markierung ohne Extrabreite | LIMBU SMALL LETTER ANUSVARA | Limbu-kleiner Buchstabe Anusvara  |
| U+1933 (6451) | ᤳ                | Markierung mit Extrabreite              | links nach rechts           | LIMBU SMALL LETTER TA       | Limbu-kleiner Buchstabe Ta        |
| U+1934 (6452) | ᤴ                | Markierung mit Extrabreite              | links nach rechts           | LIMBU SMALL LETTER NA       | Limbu-kleiner Buchstabe Na        |
| U+1935 (6453) | ᤵ                | Markierung mit Extrabreite              | links nach rechts           | LIMBU SMALL LETTER PA       | Limbu-kleiner Buchstabe Pa        |
| U+1936 (6454) | ᤶ                | Markierung mit Extrabreite              | links nach rechts           | LIMBU SMALL LETTER MA       | Limbu-kleiner Buchstabe Ma        |
| U+1937 (6455) | ᤷ                | Markierung mit Extrabreite              | links nach rechts           | LIMBU SMALL LETTER RA       | Limbu-kleiner Buchstabe Ra        |
| U+1938 (6456) | ᤸ                | Markierung mit Extrabreite              | links nach rechts           | LIMBU SMALL LETTER LA       | Limbu-kleiner Buchstabe La        |
| U+1939 (6457) | ᤹                | Markierung ohne Extrabreite             | Markierung ohne Extrabreite | LIMBU SIGN MUKPHRENG        | Limbu-Zeichen Mukphreng           |
| U+193A (6458) | ᤺                | Markierung ohne Extrabreite             | Markierung ohne Extrabreite | LIMBU SIGN KEMPHRENG        | Limbu-Zeichen Kemphreng           |
| U+193B (6459) | ᤻                | Markierung ohne Extrabreite             | Markierung ohne Extrabreite | LIMBU SIGN SA-I             | Limbu-Zeichen Sa-I                |
| U+1940 (6464) | ᥀               | anderes Symbol                          | anderes neutrales Zeichen   | LIMBU SIGN LOO              | Limbu-Zeichen Loo                 |
| U+1944 (6468) | ᥄               | andere Interpunktion                    | anderes neutrales Zeichen   | LIMBU EXCLAMATION MARK      | Limbu-Ausrufezeichen              |
| U+1945 (6469) | ᥅               | andere Interpunktion                    | anderes neutrales Zeichen   | LIMBU QUESTION MARK         | Limbu-Fragezeichen                |
| U+1946 (6470) | ᥆               | Dezimalziffer                           | links nach rechts           | LIMBU DIGIT ZERO            | Limbu-Ziffer Null                 |
| U+1947 (6471) | ᥇               | Dezimalziffer                           | links nach rechts           | LIMBU DIGIT ONE             | Limbu-Ziffer Eins                 |
| U+1948 (6472) | ᥈               | Dezimalziffer                           | links nach rechts           | LIMBU DIGIT TWO             | Limbu-Ziffer Zwei                 |
| U+1949 (6473) | ᥉               | Dezimalziffer                           | links nach rechts           | LIMBU DIGIT THREE           | Limbu-Ziffer Drei                 |
| U+194A (6474) | ᥊               | Dezimalziffer                           | links nach rechts           | LIMBU DIGIT FOUR            | Limbu-Ziffer Vier                 |
| U+194B (6475) | ᥋               | Dezimalziffer                           | links nach rechts           | LIMBU DIGIT FIVE            | Limbu-Ziffer Fünf                 |
| U+194C (6476) | ᥌               | Dezimalziffer                           | links nach rechts           | LIMBU DIGIT SIX             | Limbu-Ziffer Sechs                |
| U+194D (6477) | ᥍               | Dezimalziffer                           | links nach rechts           | LIMBU DIGIT SEVEN           | Limbu-Ziffer Sieben               |
| U+194E (6478) | ᥎               | Dezimalziffer                           | links nach rechts           | LIMBU DIGIT EIGHT           | Limbu-Ziffer Acht                 |
| U+194F (6479) | ᥏               | Dezimalziffer                           | links nach rechts           | LIMBU DIGIT NINE            | Limbu-Ziffer Neun                 |